# Mario Sapag
Mario Sapag (Buenos Aires, 25 de mayo de 1935-ibídem, 14 de abril de 2012) fue un actor, humorista y presentador de televisión argentino, siendo uno de los grandes imitadores del país. Su verdadero nombre era Antonio Sapag.

## Biografía
Hijo de libaneses, comenzó a imitar personajes con tan solo 14 años. Vivió veinte años en Bariloche, donde fue telegrafista de Correos.

### Carrera profesional
En 1957 comenzó a trabajar en la radio. Continuó en La Revista Dislocada, con Jorge Porcel, en cuya versión televisiva participó, permaneciendo en esta hasta 1960, ayudado por Délfor Dicásolo. En 1960, con guiones de Aldo Cammarota, secundó a Nelly Beltrán en Telecómicos, hasta 1968. Fue convocado en Sábados Circulares (de Nicolás Pipo Mancera) para hacer durante cuatro años un noticiero, en el que imitaba a Sergio Villarruel.
En 1963 realizó su primera intervención cinematográfica en Canuto Cañete, conscripto del 7, con guiones de Abel Santa Cruz y la protagonización estelar de Carlitos Balá para Producciones Guido Aletti. Por Canal 9, secundó a Narciso Ibáñez Menta en una serie televisiva de terror y misterio titulada: El hombre que volvió de la muerte. Tras un labor con Fernando Siro, en 1969 se relacionó laboralmente con el director Enrique Carreras, con quien filmó una gran cantidad de películas, como Somos novios (1969), con Palito Ortega, Vamos a soñar por el amor (1971), para Argentina Sono Film y Aquellos años locos (1971), con cuadros musicales.
En 1973 fue dirigido por Emilio Vieyra en Yo gané el Prode... y Ud.?, comedia con Silvio Soldán. Con los hermanos Gerardo y Hugo Sofovich, intervino en exitosos ciclos cómicos como Operación Ja Ja, Polémica en el bar, donde se hacían reuniones con invitados y El Botón, ciclo de sketches. En este último ciclo, solía actuar junto a otro futuro capocómico, Tristán, con quien imitaban la manera de hablar de la antigua pareja de cómicos radiales Buono-Striano. Los programas alcanzaron altos picos de audiencia y fueron encabezados por Alberto Olmedo, Jorge Porcel, Vicente La Russa y Rolo Puente. Tras actuar en 1977 en La obertura, de Julio Saraceni, en 1979 fue contratado en dos oportunidades: para Hotel de señoritas (con Jorge Martínez) y Alejandra, Mon Amour, auspiciada por la compañía AGPC.

### Censurado durante la dictadura
En los años ochenta, durante la Dictadura Cívico-Militar (1976-1983), fue censurado tras hacer una parodia del escritor Jorge Luis Borges. Una gran cantidad de noteros y movileros de los medios de comunicación se dirigieron inmediatamente a la casa de Borges, ya que se creía que él había presionado para que se tomara esa decisión. Sin embargo, Borges dijo que no sabía quién era Mario Sapag, y expresó: «¡Con el esfuerzo que se habrá tomado para copiar mi manera torpe de hablar!».

### Éxitos profesionales
En 1982 y 1983 acompañó al dúo Porcel-Olmedo en dos películas picarescas bajo las órdenes de Enrique Carreras: Los fierecillos indomables y Los fierecillos se divierten, para el sello Aries. En 1984 se produjo su consagración absoluta con Las mil y una de Sapag, donde caracterizó a personalidades como Roberto Galán, Raúl Alfonsín, Míster T, Dante Caputo, César Luis Menotti, Tita Merello y Jorge Luis Borges, alcanzando 40 puntos de índice de audiencia. El ciclo, dirigido por Tato Pfleger en Canal 9 y luego por Eduardo Farías en Canal 11, se mantuvo varios años. A mediados de los años ochenta hizo varios avisos publicitarios. En 1985 interpretó al «Turco José» en Mirame la palomita, con libretos de Juan Carlos Mesa.
En 1985, en el Día de los Inocentes, intentó ingresar a la residencia presidencial de Chapadmalal caracterizado como el canciller Dante Caputo, con la intención de jugarle una broma al presidente Raúl Alfonsín. Sapag relató el hecho completo en un programa televisivo homenaje que se le hizo muchos años después: él estaba haciendo teatro con Guillermo Bredeston y Nora Cárpena, donde hacía imitaciones del entonces presidente Raúl Alfonsín, del entonces gobernador de Provincia de La Rioja (Argentina) y del entonces canciller argentino Dante Caputo. La Editorial Perfil fue a buscarlo para que intentara entrar en la residencia presidencial de Chapadmalal caracterizado como Dante Caputo bajo el argumento de hacer divertir un poco al presidente. Se negó dos veces a la propuesta, aceptó a la tercera, fue al teatro, se caracterizó e intentaron la entrada a la finca presidencial. Debido al parecido físico logrado y a la perfección del maquillaje, pasó dos guardias sin que ningún centinela le pidiera documentos o credencial alguna; en la segunda barrera fue saludado con la venía militar, hasta que sale un teniente coronel que era el jefe de la guardia y le reconoce, diciéndole "Está bien, Sr. Sapag, sabemos que es usted, porque el canciller Caputo está en Francia". Antonio Tróccoli, el entonces ministro del interior, comentaría luego "Digan que hoy por hoy Sapag es el mimado de las audiencias televisivas, que si no, lo tomo de las pestañas y va en cana (va detenido a prisión, en argot argentino)". Este fue un hecho del que posteriormente se arrepentiría.
Con pequeños trabajos, en 1994 retornó al medio televisivo con Haydeé Padilla en El humor es más fuerte, emitido por ATC (Argentina Televisora Color). En 1999, por América TV, condujo su propio programa: Imitaciones peligrosas. En 2000 recibió un premio Raíz en el rubro humorístico y en 2001 realizó su última intervención cinematográfica en Nada por perder, de Enrique Aguilar. La película solo apta para mayores de 16, relataba que un abogado exitoso pierde a su mujer, su trabajo y su casa por culpa de un político corrupto y, convertido en linyera, jura venganza.
Luego de hacer una publicidad sobre la cerveza Quilmes que obtuvo un premio Martín Fierro, fue contratado asiduamente por su voz para hacer de un relator de peleas en Gladiadores de Pompeya, en el programa periodístico Cámara en mano (con Matías Martín, en canal Telefé) y en Fox Sports como un relator humorístico durante el Mundial de Fútbol de 2006. En 2008 acompañó a Héctor Larrea en Una vuelta nacional, por Radio Nacional, y en 2009, condujo semanalmente con Raúl Urtizberea el ciclo radial Chamuyando, por FM 92.7, donde contaban chistes y anécdotas.
En 1999 condujo ―junto a Héctor Larrea y Luis Landriscina― el programa radial Rapidísimo, emitido por Radio Rivadavia.
En 2010 integró el elenco de la obra teatral Primera dama se busca, en el Teatro Tronador, con Carlos Perciavalle, María Eugenia Ritó, Adabel Guerrero, Gladys Florimonte y Fabián Gianola. Durante su labor aquí, fue internado en la Clínica Veinticinco de Mayo (de Mar del Plata) por una arritmia cardíaca aguda, de la cual se recuperó días después pero debió ser reemplazado temporalmente por Omar Vitullo.
Su última aparición sobre las tablas fue en 2011, cuando se sumó al elenco del musical Fortuna 2 en la calle Corrientes, producido y protagonizado por Ricardo Fort.

### Muerte
Mario Sapag falleció en la mañana del 14 de abril de 2012 , a raíz de una insuficiencia cardíaca. Tenía 76 años y en los últimos meses sufría una neumonía, además de una enfermedad cardíaca.

## Filmografía
- 1963: Canuto Cañete, conscripto del siete
- 1966: Necesito una madre
- 1969: Corazón contento
- 1970: Los muchachos de mi barrio
- 1970: El Extraño del Pelo Largo
- 1971: Vamos a soñar con el amor
- 1971: Aquellos años locos
- 1973: Los caballeros de la cama redonda
- 1973: Yo gané el prode... y Ud.?
- 1977: El casamiento de Laucha
- 1977: La obertura
- 1979: Hotel de señoritas
- 1980: La noche viene movida
- 1980: Operación Comando
- 1982: Los fierecillos indomables
- 1982: Los fierecillos se divierten
- 1984: Los reyes del sablazo
- 1984: Sálvese quien pueda
- 1985: Mirame la palomita
- 1985: El telo y la tele
- 2001: Nada por perder

## Televisión
- 1957: La Revista Dislocada.
- 1958: Farandulandia.
- 1960: Telecómicos.

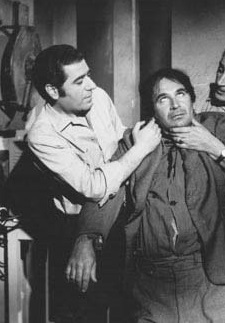
Mario Sapag junto a Juan Carlos Altavista.

- 1963: 'El hombre que volvió de la muerte.
- 1966-1971: Domingos de mi ciudad.
- 1967: Gran Hotel Carrousell.
- 1968: Sábados Circulares.
- 1968-1973: Viernes de Pacheco.
- 1969-1973: El botón
- 1970: Verano de mi ciudad.
- 1970: La cantina de Calígula.
- 1970: Alegre teatro del domingo.
- 1970: El ojal.
- 1970: Calígula.
- 1970: Musicalísimo.
- 1970: El chaleco.
- 1970: Verano de mi ciudad	(La barra de Saint Tropez), por Canal 9.
- 1970-1971: El circo de Marrone.
- 1971: César Bruto candidato.
- 1971-1973: Alta comedia.
- 1973: El B. P. Show.
- 1980-1981: Polémica en el bar
- 1981-1983: "Operación Ja-Ja"
- 1981: Semana Nueve.
- 1982: Sobremesa.
- 1982: Los retratos de Andrés.
- 1982: Canal Risas.
- 1984-1988: Las mil y una de Sapag.
- 1991: Operación Ja-Já.
- 1991-1992: El Gordo y el Flaco.
- 1993: Ritmo de la noche.
- 1993: Videomatch.[8]
- 1993-1994: El humor es más fuerte.
- 1995: Poliladron.
- 1997-1998: Sálvese quien sepa.
- 1999: Imitaciones peligrosas.
- 2006: Gladiadores de Pompeya.
- 2006: Cámara en Mano.

## Teatro
- Por siempre Maipo (1978), con Norma Pons, Javier Portales, Adolfo García Grau, Naanim Timoyko, Rolo Puente, Selva Mayo, Juan Verdaguer, Alberto Irízar, Mónica Brando y Alicia Muñiz
- ¿Vio la revista? (1981), junto a Adriana Aguirre, Juan Carlos Calabró, Osvaldo Pacheco, Violeta Montenegro, Tristán, Don Pelele, Cacho Bustamante, Rudy Chernicoff, Perla Caron y Miguel Jordán
- Ahí vuelven los guapos (1984), con Jorge Porcel, Alberto Olmedo y Naaanim Timoyko
- La cigüeña dijo sí (1991)
- Primera dama se busca (2010)
- Fortuna 2 (2011)

## Discografía
- 1984: "Las 1000 y 1 de Sapag" - Music Hall